# Comitê Estoniano de Salvação
O Comitê Estoniano de Salvação (em estoniano: Eestimaa Päästekomitee, ou Päästekomitee) foi o órgão executivo da Assembleia Provincial estoniana que emitiu a Declaração de Independência da Estônia.
O Comitê de Salvação foi criado em 19 de fevereiro de 1918 pela Assembleia Provincial em uma situação onde as forças russas estavam recuando e as forças da Alemanha Imperial avançavam na Estônia durante a Primeira Guerra Mundial. Ao comitê foram concedidos plenos poderes de decisão, para assegurar a continuidade das atividades da Assembleia Provincial. Os membros do Comitê de Salvação eram: Konstantin Päts, Jüri Vilms e Konstantin Konik. Ele redigiu uma declaração de independência, que foi aprovada pelos anciãos da Assembleia Provincial. O Comitê de Salvação publicamente proclamou a Estônia uma república democrática e independente, em 23 de fevereiro, em Pärnu e em 24 de fevereiro, em Tallinn. O Comitê indicou o Governo Provisório da Estônia em 24 de fevereiro de 1918.